# Gerald Michael Barbarito
Gerald Michael Barbarito (Brooklyn, Nueva York, 4 de enero de 1950) es un obispo católico norteamericano que actualmente ejerce como obispo de la Diócesis de Palm Beach en Florida. Fue nombrado obispo el 1 de julio de 2003 siendo instalado como quinto obispo de Palm Beach el 28 de agosto del mismo año.